# 榊いずみの定時制フィーリング
『榊いずみの定時制フィーリング』（さかきいずみのていじせいフィーリング）は、2013年2月からiTunes Storeで無料配信されている音楽カテゴリのポッドキャストコンテンツである。略称は『定時制』。毎週水曜日更新。

## 概要・特徴
- 榊いずみと、榊いずみのライブのギター、楽曲制作に携わっている佐藤亙とのトーク番組である。
- 番組設定として、榊いずみが「巨乳先生」、佐藤亙が「用務員」、その2人が学習院目白キャンパスの隣りにある白目学園の用務員室で放課後におしゃべりをしている、ということになっている。
- 学園という設定から、榊いずみの関係者は特徴や雰囲気で「＊＊先生」「＊＊部」と学校関連の呼称が名付けられ、リスナーは「生徒」となっており、メール投稿の名前は「フィーリングネーム」と呼ばれている。放送回数は「＊＊限目」とカウントされる。
- キッチンスタジアムと呼称する榊いずみ宅のキッチンでの収録がメインとなっているが、収録機材にリニアPCMレコーダーやiPhoneを使用しているため、録音場所はリハーサルスタジオ、レコーディングスタジオ、移動車内、打ち上げの居酒屋、蕎麦店、ラーメン店などの飲食店と多岐にわたる。
- 榊いずみのツアー時には「MC回」と呼ばれるツアー各会場でのMCを編集した回が配信される。この回では楽曲のイントロ、アウトロ、コール・アンド・レスポンスが流れることはあるが、歌唱部分が流れることは無い。

## 人物設定
巨乳先生
榊いずみ
国語教師。巨先生と略されることが多い。
用務員
佐藤亙
バンド「 Beadroads」のボーカル、ギター担当。番組開始時からのディレクター育休中のため、代理ディレクターを務めている。
理事長
榊いずみの長女。
その本名から、まーちゃんとも呼ばれる。
校長
榊いずみの次女。
その本名から、ひーちゃんとも呼ばれ、ちーこ、干しアイドルと呼ばれることもある。
クロキ先生
榊英雄
体育教師。名前の由来は出演した『特命戦隊ゴーバスターズ』の黒木タケシから。監督とも呼ばれることもある。
微乳先生
榊いずみの3歳年上の姉。美乳先生と表記されることもある。ダジャレが得意。榊いずみ帰省時など半期に一度登場する。
購買部
めぐ、MG、MGライアンとも呼ばれ、番組開始時からのディレクター。2019年5月現在、育休中。
ひろK先生
佐藤亙の実兄。名前はフィーリングネームから。
名誉会長
伊藤銀次
放送部顧問
若槻昌子
新体操部顧問兼任、国語教師。教祖とも呼ばれる。バンド「 Beadroads」のキーボード担当。番組オープニングのナレーションをしている。
強肩先生
佐藤亙の長男。名前の由来は、生後早い時期から寝返りをうてることから。
美術部顧問
榊いずみスタッフ。YUKIとも呼ばれる。柳沢慎吾のファン。
ラグビー部顧問
コジマカオル
バンド「 Beadroads」のドラム担当。
お肉先生
末藤健二
名前の由来は肉料理が好きなことから。太鼓先生とも呼ばれたこともある。榊いずみバンドのドラム担当。
とっくん先生
中野督夫
師匠とも呼ばれる。橘いずみ時代のレコーディングやライブに参加したギタリスト。
造船先生
溝手研
名前の由来は造船所で働いていたことから。
てっぺい先生
田中邦明
レコーディングエンジニア。橘いずみ時代のアルバムを多く手掛ける。名前の由来は自ら名乗る「田中Teppei邦明」から。
キベ先生
PAエンジニア。橘いずみ時代のライブにPAとして参加。
エリ先生
大橋エリ
中野先生
視聴覚室管理管理担当。東映ビデオのプロデューサー。
親方
久宝留理子
久宝留理子主催イベント「ガーリーホーリーナイト2014」にゲスト出演した際の楽屋で録音中に出演した。